# Ekängen
Ekängen is een plaats in de gemeente Linköping in het landschap Östergötland en de provincie Östergötlands län in Zweden. De plaats heeft 1100 inwoners (2005) en een oppervlakte van 96 hectare.